# نیلوفر یانیا
نیلوفر یانیا (انگلیسی: Nilüfer Yanya؛ زادهٔ ۱۱ مهٔ ۱۹۹۵) خواننده، آهنگساز، و گیتارنواز اهل بریتانیا است. وی از سال ۲۰۱۶ میلادی تاکنون مشغول فعالیت بوده‌است.